# Srub

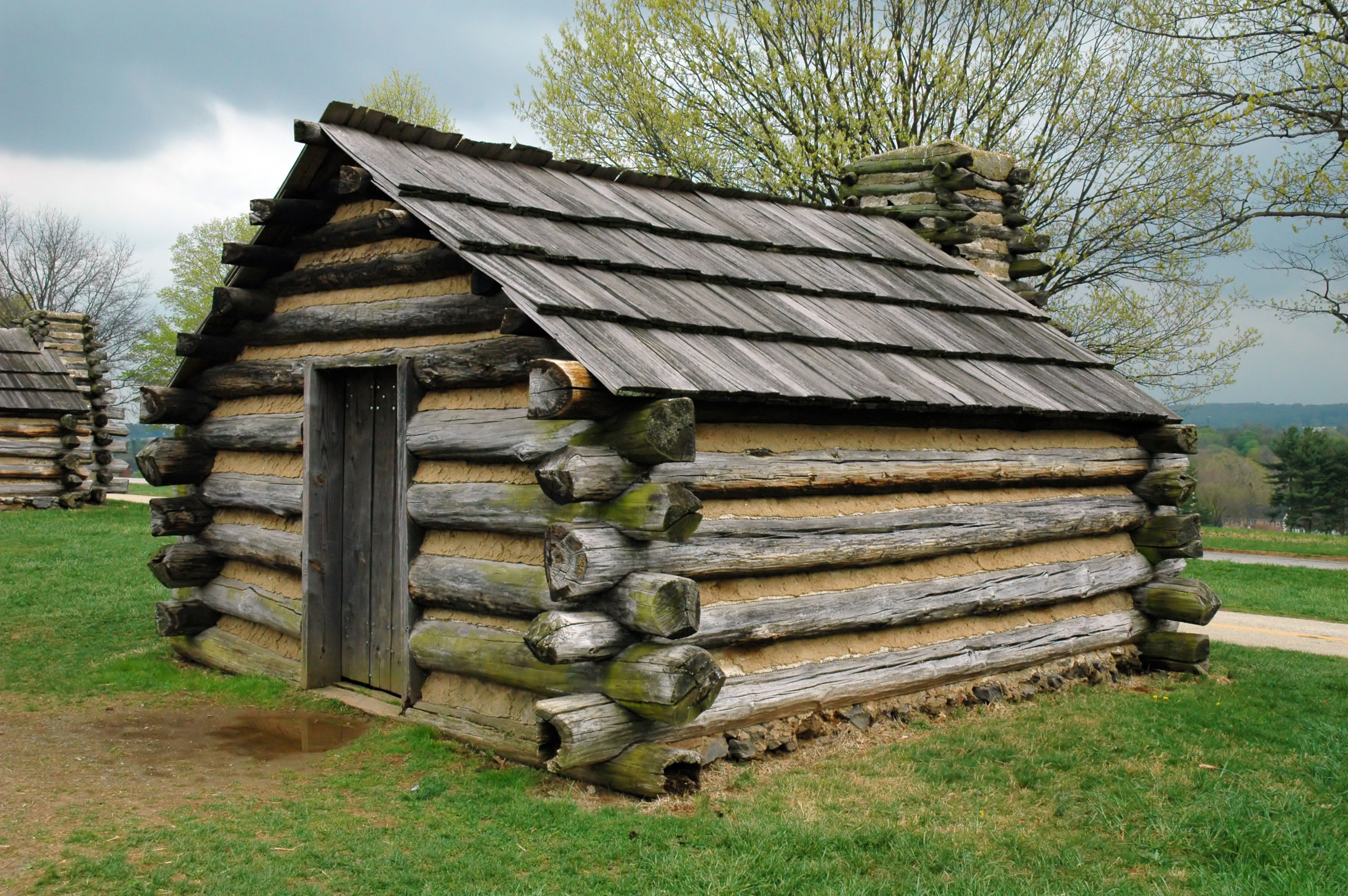
Srub

Srub je dřevěná stavba vybudovaná z vodorovně kladených, v rozích pomocí dlabů překřížených trámů roubením. Sruby byly budovány v oblastech s větším množstvím především jehličnatých lesů, například ve východní a střední Evropě, ve Skandinávii atp. V oblastech s menším množstvím dřeva se ujala úspornější hrázděná konstrukce.

## Terminologie
Roubenou technikou byly v minulosti budovány často i velmi rozsáhlé roubené objekty, mnohdy o větším počtu křídel či jinak výrazně prostorově členěné. Termín "srub" je ale obvykle používán spíše pro menší, často jednoprostorové roubené budovy, případně pro roubené části rozsáhlejších zděných budov. To je příklad roubených komor, používaných ve středověku v rámci měšťanských domů či hradních paláců.

## Historie
Ve střední Evropě byla v období středověku roubená konstrukce užívána nejen na venkově, ale i ve městech, na hradech atp. Později byla užívána především v lidové architektuře, ne však výhradně. Roubený je například ještě Kostel svatého Jiří v Loučné hoře z let 1778–80. Výhodou stavby ze dřeva byla nízká cena stavebního materiálu, dobré tepelně-izolační vlastnosti. rychlý průběh výstavby. Nevýhodou nebezpečí rozsáhlých ničivých požárů.
Stavbu dřevěných domů, respektive domů z veškerých spalitelných materiálů, zakázala na území habsburského soustátí Marie Terezie. Na mnoha místech však byl porušován ještě v průběhu 19. století. Sruby jsou budovány i dnes, například jako rekreační objekty v horských oblastech, ale rozšiřují se i jako domy k běžnému dennímu rodinnému bydlení.
Mimo Evropu byly hojně stavěny především v Severní Americe v 19. století.
Největší srubový hotel v Česku je Hotel Grůň v Mostech u Jablunkova, který byl postaven v roce 2006.

## Dnes používané technologie výstavby srubu

### Kanadská technologie

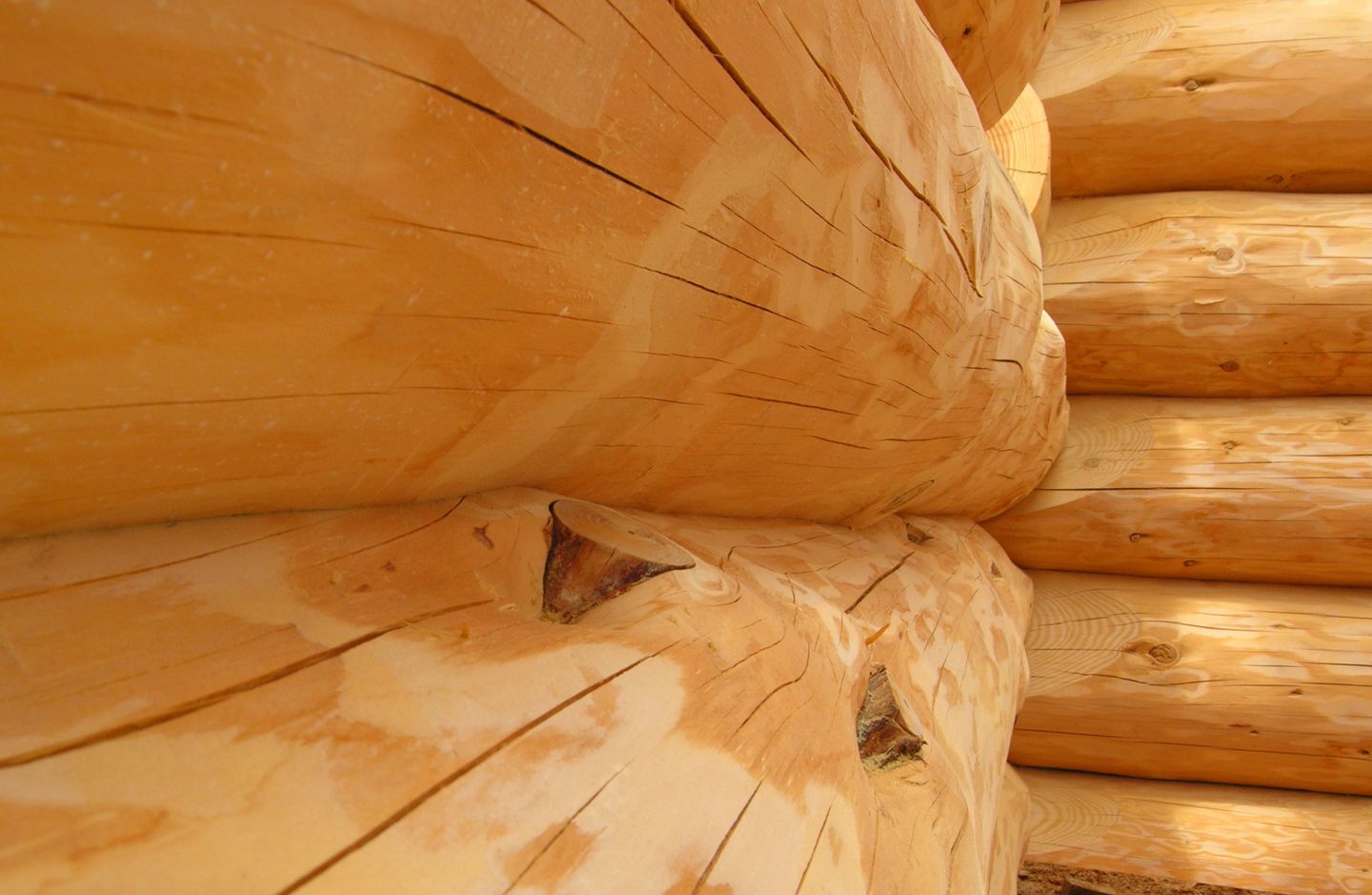
Kanadská technologie, detail

Kanadská technologie se vyznačuje použitím kulatin jako hlavního stavebního prvku. Kmeny jsou pouze zbaveny kůry a poté jsou již připraveny k opracování na stavební prvky této technologie. Tento způsob výstavby si žádá velkou zručnost a přesnost zpracování. Mezery mezi kládami u této technologie chybí, stěny působí jako souvislý masiv. Absence mezer mezi kládami se dosahuje použitím speciálního značkovacího přípravku a izolace se umístí podél klády v izolačním kanálu. Přitom jsou zachovány všechny přirozené ohyby klády, což dodává každému domu a stěně neopakovatelnost a individuální charakter. Vrcholem tesařského umění jsou těsně, s přesností na milimetr, upravené rohové spoje klád.
Zvláštností této technologie je zachování pevné vnější vrstvy kulatiny (odstraňuje se při roubení), což zabrání stěnám, aby promrzaly při nízkých teplotách a podstatně zvyšuje životnost stavby. Šetrně zachovaná vnější vrstva se podílí na správné filtraci vzduchu kulatinou, vytváří neopakovatelné mikroklima uvnitř stavby. Chlad v létě a teplo v zimě. Navíc zachování pevné vnější vrstvy (vnějších 3–5 cm) činí kulatinu přirozeně odolnější vůči vlivům vnějšího prostředí, tvorbě plísně, modrání a změnám struktury pod vlivem UV-záření.

#### Vlastnosti prvků kanadské technologie
- Nejčastější materiál: borovice, modřín, smrk
- Průměr klád v mm: 280–500
- Maximální sesedání mm: 70–100 (záleží na výšce stavby)
- Délka vyzrávání srubu 12–18 měsíců

### Norská technologie
Norská technologie se vyznačuje použitím ze dvou stran opracovaných klád tzv. prizem. Povrch vnitřních a venkovních stěn je u srubu postaveného norskou technologií rovný. Norský způsob se vyznačuje použitím unikátního „norského spoje“. Jedinečnost tohoto spoje spočívá v tom, že při usazování a vysychání domu, které je nevyhnutelné i u vysušeného dřeva, se do sebe prvky rohových spojů díky vlastní hmotnosti zaklíní (princip: klín do klínu). To brání deformacím a „protáčení“ lafety kvůli vznikajícím značným vnitřním napětím. Jako opatření proti vybočení prizem ve stěnách, a tím narušení rovnosti stěny srubu, jsou prizmy ve svislém směru propojovány dřevěnými kolíky. Do trámového prvku je každých 50 cm vyvrtán otvor a do něj je zasazen kolík o stejném průměru a propojen s prvkem stěny nad ním. Kolíky jsou ze stejného druhu dřeva jako je celý srub. U tohoto způsobu výstavby srubu je po smontování jednotlivých prvků nutná technologická přestávka z důvodu sesedání domu vlivem vysychání dřeva. Tato přestávka se pohybuje u norské technologie v délce 7–8 měsíců. Až po uplynutí této doby je možné přistoupit ke změření stavebních otvorů a získání pevných rozměrů pro zhotovení oken a dveří přesně na míru.

#### Charakteristika norské technologie
- Nejčastější materiál: borovice, modřín
- Průměr klád na výrobu prizem mm: 280–500
- Tloušťka prizem pro sruby mm: 200, pro malé stavební jednotky, mm: 150
- Maximální sesedání mm: 30–50
- Délka vyzrávání srubu 7–8 měsíců

## Typy frézovaných klád

### Profil tvaru „D“
Profil připomíná písmeno D a je vybaven zámky pro spojení s další kládou.

### Pravoúhlý nebo štěrbinový typ klády
Profil připomíná obdélník a je vybaven zámky pro spojení s další kládou.

### Švédský oblouk
Zachovává převážně kulatý profil klády a má jednoduchý zámek pro spojení s další kládou.

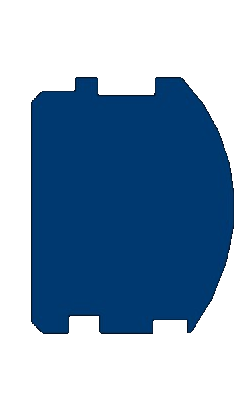
Profil tvaru „D“
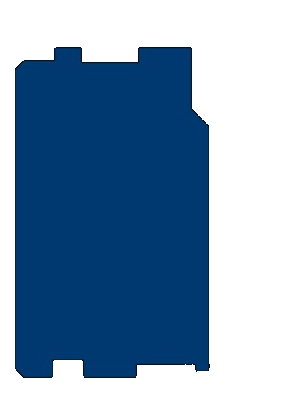
Pravoúhlý nebo štěrbinový typ klády
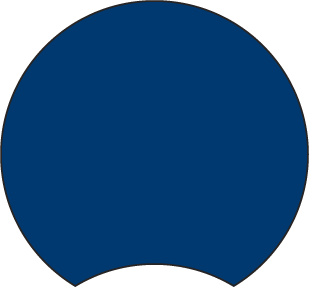
Švédský oblouk